# Irresistible
Irresistible (tiếng Thái: สั่งใจให้หยุดรักเธอ; RTGS: Sang Chai Hai Yut Rak Thoe; tạm dịch: Lệnh cho trái tim ngừng yêu em) là một bộ phim truyền hình Thái Lan phát sóng năm 2021 với sự tham gia của Thanat Lowkhunsombat (Lee) và Sushar Manaying (Aom). Đây được coi là bản làm lại (remake) của bộ phim đã phát sóng trước đó trên Channel 7 là Ái tình và thù hận (2015).
Bộ phim được đạo diễn bởi Tanwarin Sukkhapisit và sản xuất bởi GMMTV. Đây là một trong mười sáu dự án phim truyền hình trong năm 2021 được GMMTV giới thiệu trong sự kiện "GMMTV 2021 The New Decade Begins" vào ngày 3 tháng 12 năm 2020. Bộ phim được phát sóng vào lúc 20:30 (ICT), thứ Hai và thứ Ba trên GMM 25 và phát lại lúc 22:30 (ICT) cùng ngày trên nền tảng trực tuyến Viu, bắt đầu từ ngày 4 tháng 10 năm 2021. Bộ phim kết thúc vào ngày 14 tháng 12 năm 2021.

## Diễn viên
Dưới đây là dàn diễn viên của bộ phim:

### Diễn viên chính
- Thanat Lowkhunsombat (Lee) vai Kimhan
- Sushar Manaying (Aom) vai Mookarin

### Diễn viên phụ
- Punwarot Duaysienklao (Grand) vai Paktra
- Devahastin Na Ayutthaya (Nut) vai Prarot
- Phatchatorn Thanawat (Ployphach) vai Plaifon
- Pathit Pisitkul (Pai) vai Thada
- Chidjun Hung (Ploy) vai Wimonrat
- Virahya Pattarachokchai (Gina) vai Duangdao
- Thanaboon Wanlopsirinun (Na) vai Chumsai
- Phatchara Thabthong (Kapook) vai Gina
- Sivakorn Lertchuchot (Guy) vai Xia Ah
- Kanuengpim Thanaphitchakorn (Nim) vai Nate
- Kemika Sukkhaprasongdi vai Burger
- Sirilux Songsri (Samina) vai Mona

### Khách mời
- Patson Sarindu vai Att
- Kanokkarn Chulthong (Forjune) vai Bonus

## Nhạc phim
| Tên bài hát | Thể hiện                         | Ref.  |
| ----------- | -------------------------------- | ----- |
| Why?        | Thanat Lowkhunsombat (Lee)       | [ 3 ] |
| Forever You | Sarunchana Apisamaimongkol (Aye) | [ 4 ] |